# Prêmio Vetlesen
O Prêmio Vetlesen (em inglês:  Vetlesen Prize) é um prêmio em geofísica e geologia do Lamont-Doherty Earth Observatory da Universidade Columbia. É denominado em memória do empresário e filantropo norueguês Georg Unger Vetlesen (1889–1959).

## Recipientes
- 1960 – William Maurice Ewing,  Estados Unidos
- 1962 – Harold Jeffreys,  Reino Unido
- 1962 – Felix Andries Vening Meinesz,  Países Baixos
- 1964 – Pentti Eelis Eskola,  Finlândia
- 1964 – Arthur Holmes,  Reino Unido
- 1966 – Jan Oort,  Países Baixos
- 1968 – Francis Birch,  Estados Unidos
- 1968 – Edward Bullard,  Reino Unido
- 1970 – Allan Verne Cox,  Estados Unidos
- 1970 – Richard Doell,  Estados Unidos
- 1970 – Keith Runcorn,  Reino Unido
- 1973 – William Alfred Fowler,  Estados Unidos
- 1974 – Chaim Leib Pekeris,  Israel
- 1978 – John Tuzo Wilson,  Canadá
- 1981 – Marion King Hubbert,  Estados Unidos
- 1987 – Wallace Smith Broecker,  Estados Unidos
- 1987 – Harmon Craig,  Estados Unidos
- 1993 – Walter Munk,  Estados Unidos
- 1996 – Robert Earl Dickinson,  Estados Unidos
- 1996 – John Imbrie,  Estados Unidos
- 2000 – William Jason Morgan,  Estados Unidos
- 2000 – Walter Clarkson Pitman,  Estados Unidos
- 2000 – Lynn Ray Sykes,  Estados Unidos
- 2004 – William Richard Peltier,  Canadá
- 2004 – Nicholas Shackleton,  Reino Unido
- 2008 – Walter Alvarez,  Estados Unidos
- 2012 – Susan Solomon,  Estados Unidos
- 2012 – Jean Jouzel,  França
- 2015 – Robert Stephen John Sparks,  Reino Unido
- 2017 - Mark Cane,  Estados Unidos
- 2017 - George Philander,  Estados Unidos
- 2020 - Anny Cazenave,  França